# B-585 Sankt Pietierburg
B-585 Sankt Pietierburg (Б-585 «Санкт-Петербург») – rosyjski okręt podwodny z napędem diesel-elektrycznym skonstruowany w biurze konstrukcyjnym Rubin, prototypowy okręt projektu 677, nazwanego też typem Łada.

## Historia
Okręty projektu 677, noszącego kryptonim Łada, miały być następcami projektu 877 w marynarce ZSRR. Prace projektowe rozpoczęły się w Centralnym Biurze Konstrukcyjnym Techniki Morskiej „Rubin” w 1987 roku, lecz projekt techniczny został przedstawiony do akceptacji dopiero w 1996 roku, już po rozpadzie ZSRR. Charakteryzował się on nowym dla okrętów radzieckich i rosyjskich układem jednokadłubowym. Równocześnie opracowano rodzinę podobnych okrętów typu Amur oferowanych na eksport. W sierpniu 1997 roku Ministerstwo Obrony Rosji złożyło zamówienie na budowę prototypu.
Stępkę pod budowę okrętu położono 26 grudnia 1997 roku w stoczni Admirałtiejskije Wierfi w Petersburgu. Budowa znacznie się przeciągała z powodu problemów finansowych Rosji, opóźnień poddostawców, a także zmian w projekcie. Okręt wodowano 28 października 2004 roku i wówczas też ochrzczono jako B-585 „Sankt Pietierburg”. 29 listopada 2005 roku okręt rozpoczął długotrwałe próby morskie i próby odbiorcze poszczególnych systemów. Wśród przyczyn tego było niedopracowanie konstrukcji, pośpiech i zastosowanie ok. 130 nowych nie w pełni przetestowanych wzorów urządzeń, z których część sprawiała problemy. W efekcie nie dotrzymano planów przekazania okrętu w 2006, ani 2007 roku i dopiero 22 kwietnia 2010 roku został przyjęty przez marynarkę do eksploatacji doświadczalnej, a 8 maja 2010 roku podniesiono na nim banderę.
Eksploatacja doświadczalna we Flocie Bałtyckiej wiązała się z dalszym długotrwałym usuwaniem niedoróbek i dopracowywaniem konstrukcji, zwłaszcza w zakresie systemu hydrolokacyjnego (Lira) i systemu dowodzenia (Litij) i ich integracji. W 2012 roku podano, że marynarka zrezygnowała z okrętów projektu 677, z uwagi na niepotwierdzenie deklarowanych parametrów technicznych przez prototyp, lecz mimo to ostatecznie w 2013 roku podjęto decyzję o kontynuowaniu rozpoczętej w 2005 roku budowy dwóch jednostek seryjnych („Kronsztadt” i „Wielikije Łuki”). Latem 2013 roku przebazowano „Sankt Pietierburg” do Floty Północnej w celu dalszych prób. Dopiero 21 września 2021 roku zakończono eksploatację próbną i okręt skierowano do służby liniowej w 161 Brygadzie Okrętów Podwodnych Floty Północnej. Według nieoficjalnych informacji z 2024 roku, „Sankt Pietierburg” przeznaczony jednak został do wycofania ze służby.